# Masih Saighani
Masih Saighani (Kabul, 22 agosto 1986) è un calciatore afghano, difensore del Königstein e della nazionale afghana.

## Statistiche

### Presenze e reti nei club
| Stagione                     | Squadra                      | Campionato                   | Campionato | Campionato | Coppe nazionali | Coppe nazionali | Coppe nazionali | Coppe continentali | Coppe continentali | Coppe continentali | Altre coppe | Altre coppe | Altre coppe | Totale | Totale |
| Stagione                     | Squadra                      | Comp                         | Pres       | Reti       | Comp            | Pres            | Reti            | Comp               | Pres               | Reti               | Comp        | Pres        | Reti        | Pres   | Reti   |
| ---------------------------- | ---------------------------- | ---------------------------- | ---------- | ---------- | --------------- | --------------- | --------------- | ------------------ | ------------------ | ------------------ | ----------- | ----------- | ----------- | ------ | ------ |
| giu.-gen.2016                | Ederbergland                 | HL                           | 12         | 0          | HP              | 2               | 0               |                    | -                  | -                  |             | -           | -           | 14     | 0      |
| gen.-giu.2017                | Türk Gücü Friedberg          | HS                           | 4          | 1          | HP              | -               | -               |                    | -                  | -                  |             | -           | -           | 4      | 1      |
| 2017-2018                    | Aizawl                       | IL                           | 14         | 1          | SC              | 2               | 0               | AFC Cup            | 6                  | 0                  |             | -           | -           | 22     | 1      |
| 2018-2019                    | Abahani Ltd. Dacca           | PL                           | 12         | 2          | -               | -               | -               | AFC Cup            | 6                  | 3                  |             | -           | -           | 18     | 5      |
| 2019-2020                    | Chennaiyin                   | ISL                          | 11         | 1          | SC              | 0               | 0               |                    | -                  | -                  |             | -           | -           | 11     | 1      |
| 2020-2021                    | Abahani Ltd. Dacca           | PL                           | 22         | 4          | CB              | 4               | 2               | AFC Cup            | -                  | -                  |             | -           | -           | 26     | 6      |
| Totale Abahani Limited Dacca | Totale Abahani Limited Dacca | Totale Abahani Limited Dacca | 34         | 6          |                 | 4               | 2               |                    | 6                  | 3                  |             | -           | -           | 44     | 11     |
| 2021-gen.2022                | Real Kashmir                 | IL                           | 1          | 0          | SC              | -               | -               | -                  | -                  | -                  | -           | -           | -           | 1      | 0      |
| gen.-giu.2022                | Türk Gücü Friedberg          | H                            | 10         | 2          | HP              | 1               | 0               | -                  | -                  | -                  | -           | -           | -           | 11     | 2      |
| 2022-gen.2023                | Türk Gücü Friedberg          | H                            | 18         | 3          | HP              | 3               | 0               | -                  | -                  | -                  | -           | -           | -           | 21     | 3      |
| Totale Türk Gücü Friedberg   | Totale Türk Gücü Friedberg   | Totale Türk Gücü Friedberg   | 32         | 6          |                 | 4               | 0               |                    | -                  | -                  |             | -           | -           | 36     | 6      |
| Totale carriera              | Totale carriera              | Totale carriera              | 104        | 14         |                 | 12              | 2               |                    | 12                 | 3                  |             | -           | -           | 128    | 19     |

#### Cronologia presenze e reti in nazionale
| Cronologia completa delle presenze e delle reti in nazionale ― Afghanistan | Cronologia completa delle presenze e delle reti in nazionale ― Afghanistan | Cronologia completa delle presenze e delle reti in nazionale ― Afghanistan | Cronologia completa delle presenze e delle reti in nazionale ― Afghanistan | Cronologia completa delle presenze e delle reti in nazionale ― Afghanistan | Cronologia completa delle presenze e delle reti in nazionale ― Afghanistan | Cronologia completa delle presenze e delle reti in nazionale ― Afghanistan | Cronologia completa delle presenze e delle reti in nazionale ― Afghanistan |
| Data                                                                       | Città                                                                      | In casa                                                                    | Risultato                                                                  | Ospiti                                                                     | Competizione                                                               | Reti                                                                       | Note                                                                       |
| -------------------------------------------------------------------------- | -------------------------------------------------------------------------- | -------------------------------------------------------------------------- | -------------------------------------------------------------------------- | -------------------------------------------------------------------------- | -------------------------------------------------------------------------- | -------------------------------------------------------------------------- | -------------------------------------------------------------------------- |
| 3-9-2015                                                                   | Bangkok                                                                    | Thailandia                                                                 | 2 – 0                                                                      | Afghanistan                                                                | Amichevole                                                                 | -                                                                          | 46’                                                                        |
| 24-12-2015                                                                 | Kerala                                                                     | Afghanistan                                                                | 4 – 0                                                                      | Bangladesh                                                                 | SAFF Championship 2015 - 1º turno                                          | 1                                                                          |                                                                            |
| 26-12-2015                                                                 | Kerala                                                                     | Bhutan                                                                     | 0 – 3                                                                      | Afghanistan                                                                | SAFF Championship 2015 - 1º turno                                          | 1                                                                          | 59’                                                                        |
| 31-12-2015                                                                 | Kerala                                                                     | Afghanistan                                                                | 5 – 0                                                                      | Sri Lanka                                                                  | SAFF Championship 2015 - Semifinale                                        | -                                                                          |                                                                            |
| 3-1-2016                                                                   | Kerala                                                                     | India                                                                      | 2 – 1 dts                                                                  | Afghanistan                                                                | SAFF Championship 2015 - Finale                                            | -                                                                          |                                                                            |
| 24-3-2016                                                                  | Saitama                                                                    | Giappone                                                                   | 5 – 0                                                                      | Afghanistan                                                                | Qual. Mondiali 2018                                                        | -                                                                          |                                                                            |
| 26-3-2016                                                                  | Teheran                                                                    | Afghanistan                                                                | 2 – 1                                                                      | Singapore                                                                  | Qual. Mondiali 2018                                                        | -                                                                          |                                                                            |
| 5-9-2016                                                                   | Beirut                                                                     | Libano                                                                     | 2 – 0                                                                      | Afghanistan                                                                | Amichevole                                                                 | -                                                                          |                                                                            |
| 11-10-2016                                                                 | Shah Alam                                                                  | Malaysia                                                                   | 1 – 1                                                                      | Afghanistan                                                                | Amichevole                                                                 | -                                                                          | 87’                                                                        |
| 13-11-2016                                                                 | Dušanbe                                                                    | Tagikistan                                                                 | 1 – 0                                                                      | Afghanistan                                                                | Amichevole                                                                 | -                                                                          | 35’                                                                        |
| 30-8-2017                                                                  | Mascate                                                                    | Oman                                                                       | 2 – 0                                                                      | Afghanistan                                                                | Amichevole                                                                 | -                                                                          | 64’                                                                        |
| 5-9-2017                                                                   | Amman                                                                      | Giordania                                                                  | 4 – 1                                                                      | Afghanistan                                                                | Qual. Coppa d'Asia 2019                                                    | -                                                                          |                                                                            |
| 3-6-2021                                                                   | Doha                                                                       | Bangladesh                                                                 | 1 – 1                                                                      | Afghanistan                                                                | Qual. Mondiali 2022                                                        | -                                                                          | 64’                                                                        |
| 11-6-2021                                                                  | Doha                                                                       | Afghanistan                                                                | 2 – 1                                                                      | Oman                                                                       | Qual. Mondiali 2022                                                        | -                                                                          |                                                                            |
| 15-6-2021                                                                  | Doha                                                                       | India                                                                      | 1 – 1                                                                      | Afghanistan                                                                | Qual. Mondiali 2022                                                        | -                                                                          |                                                                            |
| 1-6-2022                                                                   | Ho Chi Minh                                                                | Vietnam                                                                    | 2 – 0                                                                      | Afghanistan                                                                | Amichevole                                                                 | -                                                                          | 77’                                                                        |
| 14-6-2022                                                                  | Calcutta                                                                   | Afghanistan                                                                | 2 – 2                                                                      | Cambogia                                                                   | Qual. Coppa d'Asia 2023                                                    | -                                                                          | 44’                                                                        |
| Totale                                                                     |                                                                            | Presenze                                                                   | 17                                                                         |                                                                            | Reti                                                                       | 2                                                                          |                                                                            |